# Radioåret 1923

## Händelser

### Januari
- 1 januari
  - Brittiska BBC startar reguljära radiosändningar, vilket Storbritannien blir först ut i Europa med [1].
  - Brittiska BBC:s regelbundna radiosändningar kan nu även höras i Sverige om man har förstärkarlampa [2].
  - I Los Angeles i USA sänds matchen Rose Bowl i amerikansk fotboll för första gången live i radio.

### Mars
- 9 mars - Sveriges första lic. Radioamatör får sin licens. Signalen lyder SMZZ och tilldelas Gösta Fant i Norrviken (utanför Stockholm).
- 10 mars - Nordiska radioklubbar har konferens i Stockholm.[3]
- 12 mars - Svenska Dagbladets radiostation, Stockholms första tidningsradio, inleder sin verksamhet.[3]

### Juni
- Norrbottens-Kuriren anordnade radiodemonstrationer i Luleå, med utsändningar från stadens stadshotell.[4]

### Oktober
- 29 oktober - Reguljära radiosändningar inleds i Tyskland officiellt med första kvällssändningen från Sendstelle Berlin som installerats vid Vox-Haus i Potsdamer Platz.[5][6]

### November
- De första statliga rundradiosändningarna i Sverige genomförs från Telegrafverkets undervisningsanstalt på Malmskillnadsgatan i Stockholm.[7]

### December
- 23 december - Från Jakobs kyrka i Stockholm i Sverige sänds för första gången en svensk gudstjänst i radio.

### Okänt datum
- El Buen Tono, Mexikos, största tobaksproducent, startar en egen radiostation.

## Födda
- 23 oktober - Bengt Haslum, programledare för Melodikrysset 1976-1992.
- 7 november - Hasse Tellemar, programledare för Ring så spelar vi 1969-1988.

### Fotnoter
1. ↑  Faktakalendern 2000 – 1923 (Utlandet) , Semic, 1999
2. ↑  Sverige 1900-talet – 1923, NE, Bra Böcker, 2000
3. 1 2  ”Mars”. Svenska dagbladets årsbok. 26 februari 1923. https://runeberg.org/svda/1923/0023.html. Läst 24 mars 2015.
4. ↑  Från radioklubbar till distriktskontor Artikel av Håkan Unsgaard i SR:s årsbok 1964.
5. ↑  Radio magazine, Berlin, 1923, vol. 13, page 512
6. ↑  Sound recording of the opening announcement (YouTube) (tyska)
7. ↑  Teknisk Tidskrift / 1929. Elektroteknik: Stockholms rundradiostation